# Großer Ring

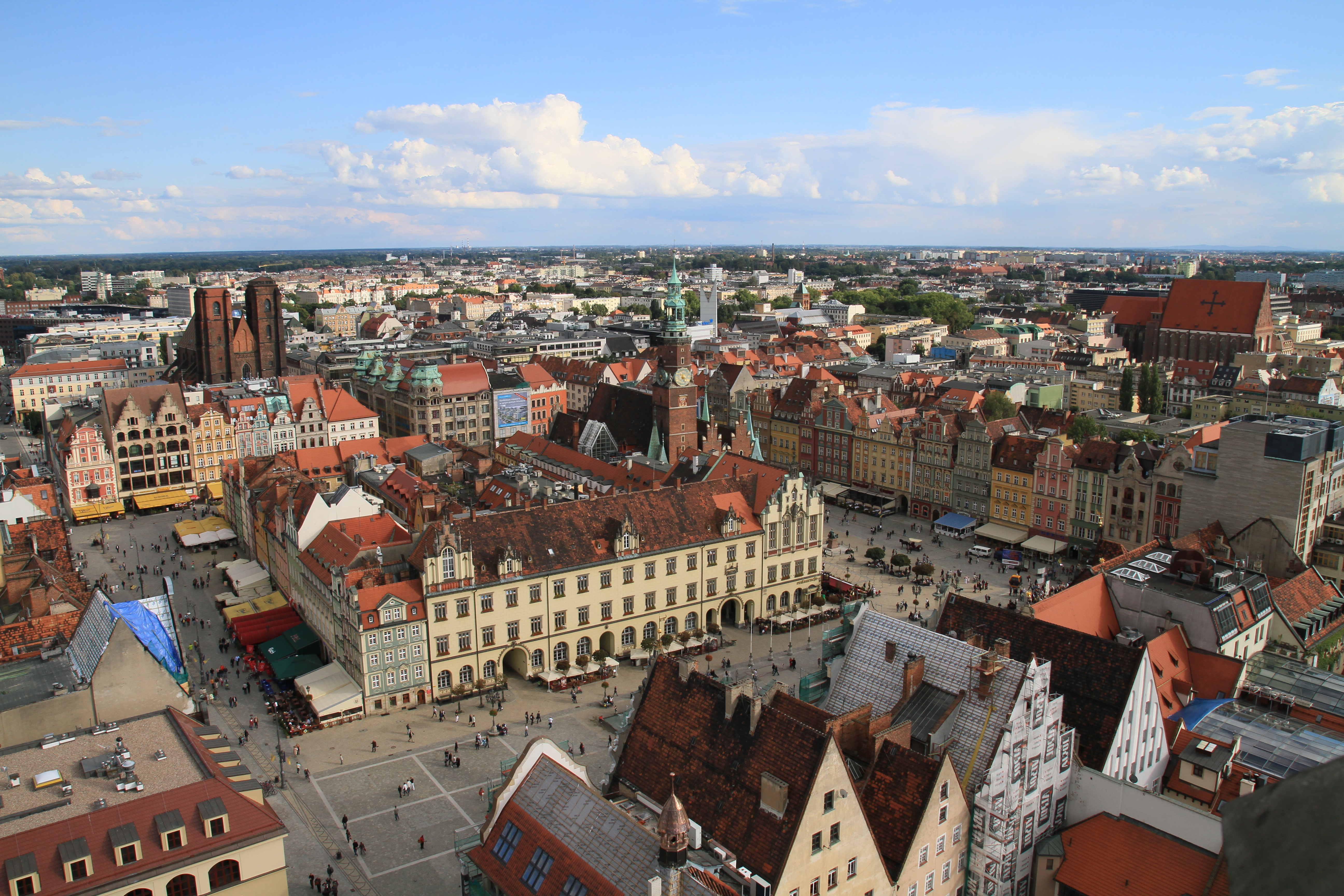
Der Große Ring vom Turm der Elisabethkirche

Der Große Ring oder schlicht Der Ring (polnisch Rynek) ist ein mittelalterlicher Marktplatz in Breslau, der heutzutage den Kern der Fußgängerzone bildet. Der Ring hat die Gestalt eines Rechtecks mit den Maßen 205 m mal 175 m. Die Bebauung rund um den Ring erfolgte in verschiedenen Stilepochen: Der mittlere Teil des Ringes ist durch den Tritt (ein Mittelblock) besetzt, welcher aus dem Rathaus, dem Neuen Rathaus sowie zahlreichen Bürgerhäusern besteht.

## Lage
Der Ring bildet ein städtebauliches Ensemble mit den beiden diagonal anschließenden Plätzen – Salzring und Kirchenplatz bei der Elisabethkirche. Am Ring münden 11 Straßen, je zwei an allen Ecken: Schweidnitzer Straße (ul. Świdnicka), Ohlauer Straße (ul. Oławska), Schlossstraße (jetzt E. Gepperta), Reuschestraße (ul. Ruska), Nikolaistraße (ul. św. Mikołaja), Oderstraße (ul. Odrzańska), Schmiedebrücke (ul. Kuźnicza), Albrechtstraße (ul. Wita Stwosza), außerdem der im 14. oder 15. Jahrhundert durchgebrochene Hintermarkt (Kurzy Targ) an der Ostseite sowie zwei schmale Hintergassen: Stockgasse (ul. Więzienna) und Dorotheengasse (przejście św. Doroty).

## Geschichte

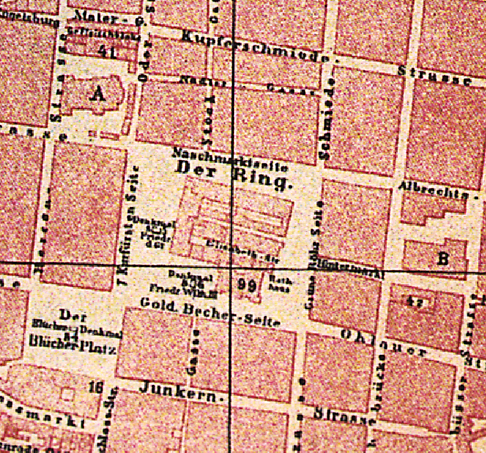
Der Ring auf einer Karte von 1873

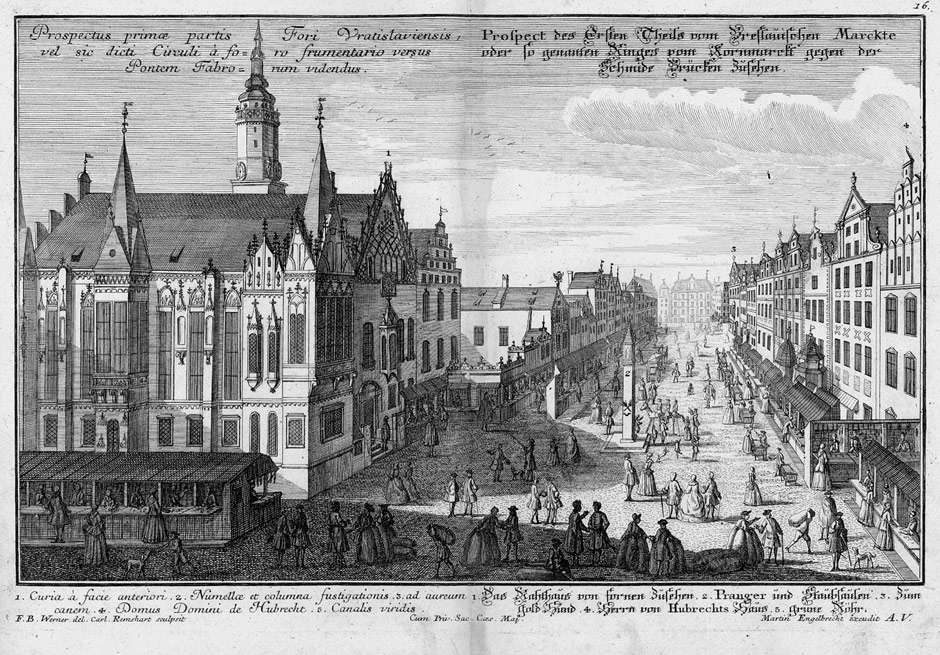
Der Große Ring 1736

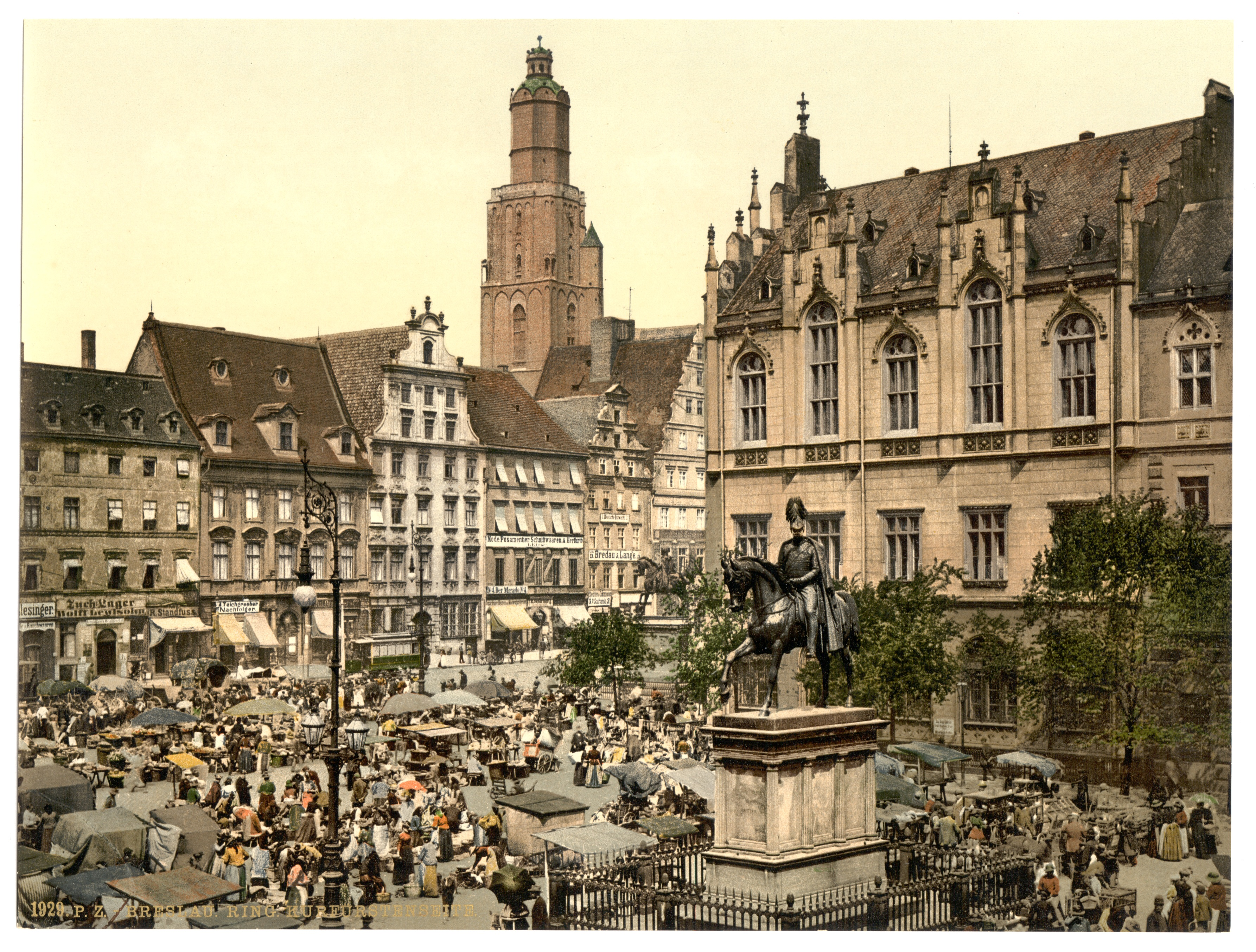
Der Ring am Ende des 19. Jahrhunderts

### Mittelalter
Der Ring entstand bei der Neugründung der Stadt nach dem Magdeburger Recht nach neuesten Erkenntnissen bereits unter Heinrich I. zwischen 1214 und 1232. Die älteren Quellen hatten die Entstehung des Ringes erst auf die Wiedergründung 1241–1242 verschoben. Weiterhin wird vermutet, dass die beiden Plätze in der Breslauer Altstadt, der Große Ring und der weiter östlich gelegene Neumarkt zur gleichen Zeit entstanden. Im 13. Jahrhundert trugen beiden Plätze den Namen forum. Erst ab dem Jahr 1327 wurde zwischen aldin markt (Großer Ring) und nuvin markt (Neumarkt) unterschieden. Der Große Ring gewann im Laufe der Zeit immer mehr an Bedeutung für die Stadt. Durch den Bau des Rathauses und der Ansiedlung von Handelseinrichtungen konnte er seine Stellung gegenüber dem Neumarkt behaupten. Der Begriff Ring wurde für den Platz zum ersten Mal 1350 in einem Schöffenbuch erwähnt.
Bereits im 13. Jahrhundert entstanden die ersten Backsteinhäuser am Ring. Die waren zunächst nicht unterkellert und standen vermutlich frei. Im 14. Jahrhundert setzte eine vermehrte Bautätigkeit am Ring ein. Es entstanden die ersten zweistöckigen Patrizierhäuser mit Spitzdächern. In der Mitte des 14. Jh. bildeten diese bereits eine geschlossene Randbebauung und die Grundstücksgrenzen wurden festgelegt. Nach und nach entstanden immer größere und Wohn- und Geschäftshäuser, die meist entstanden, indem mehrere Häuser zusammengelegt wurden. Dabei wurden reich verzierte Fassaden und Giebel an die Vorderfront der Häuser angebracht. Nach dem großen Brand von 1363 entstanden die ersten gotischen Häuser am Ring. Diese gotischen Ornamente sind heute kaum noch zu sehen. Im 15. und 16. Jahrhundert wurden die Fronten im Stil der Renaissance umgestaltet.
Der Platz selber wurde vorwiegend für Märkte genutzt.

### 19. Jahrhundert bis heute

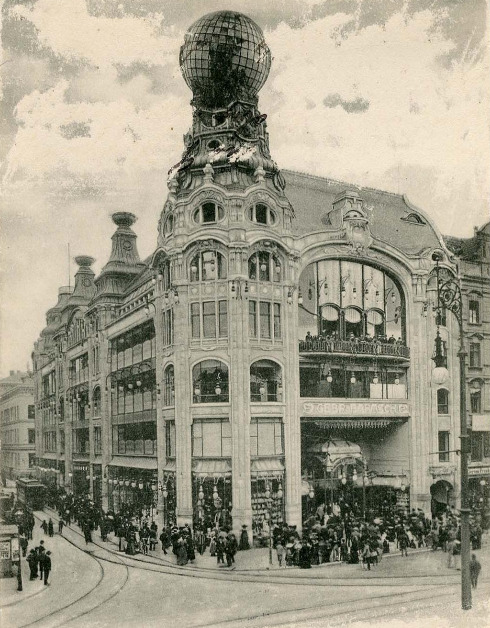
Das Warenhaus Gebrüder Barasch an der Ostseite, um 1905

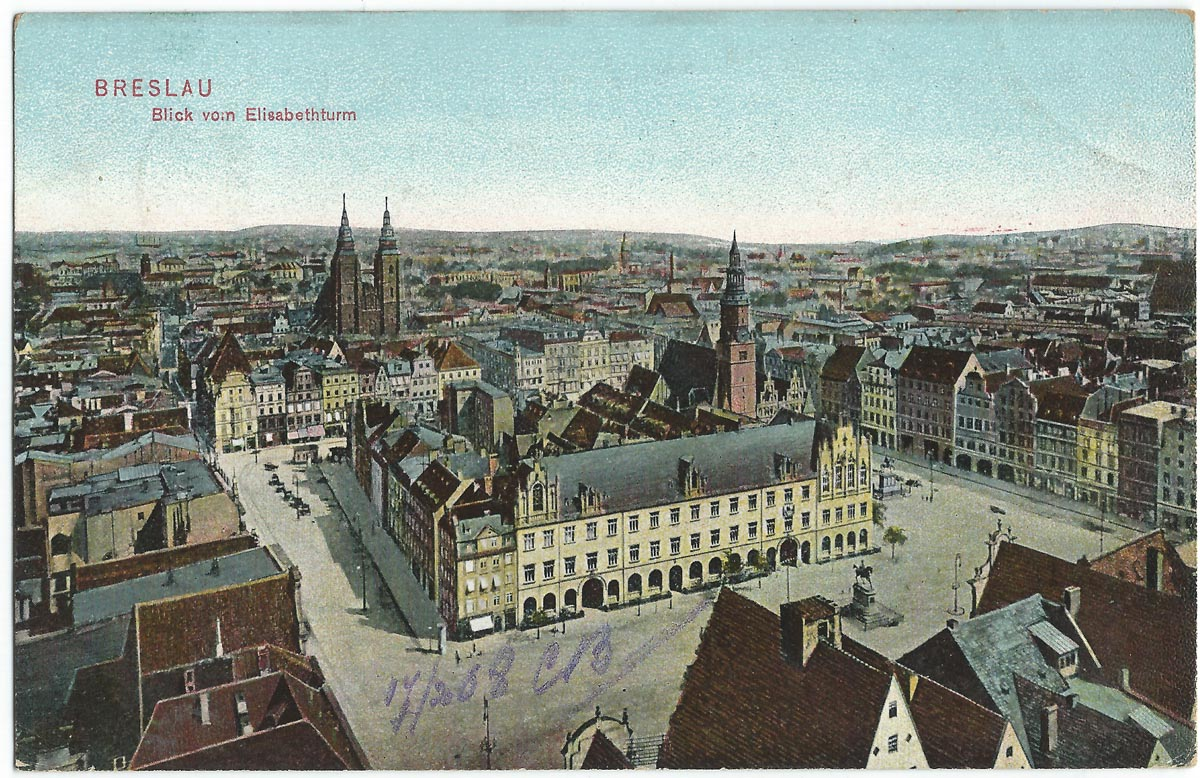
Der Ring auf einer Postkarte von 1908, Blick vom Turm der Elisabethkirche

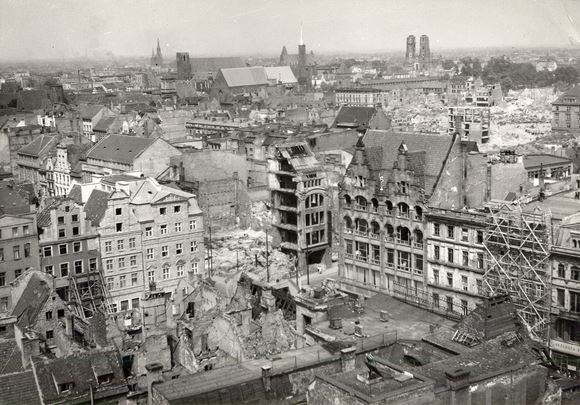
Blick vom Rathausturm auf die Nordostseite des Rings mit den kriegszerstörten Ringhäusern, um 1950

Im 19. Jahrhundert wurden durch den Ring Straßenbahnlinien geführt – zuerst eine Pferdebahn, dann 1892 auch eine elektrische Straßenbahn. Die Bahnen fuhren durch den Ring bis Ende der 1970er und wurden dann auf die Ost-West-Straße verlegt. Um die Zeit der Jahrhundertwende vom 19. Jahrhundert zum 20. Jahrhundert kam es zu neuen weitreichenden Veränderungen am Ring. Es entstanden neue Geschäftshäuser wie zum Beispiel das Warenhaus Gebrüder Barasch im Jugendstil.
Im Zweiten Weltkrieg während der Schlacht um Breslau wurde am Großen Ring knapp 60 % der Bausubstanz beschädigt. 17 Häuser blieben weitestgehend erhalten. Nach dem Krieg begann man sofort mit der Instandsetzung der noch teils erhaltenen Gebäude. 24 Häuser wurden rekonstruiert, 11 umgebaut und 13 wieder instand gesetzt. Die Rekonstruktionen zielten meist auf die Forschungen von Rudolf Stein aus den 1930er Jahren. Dabei musste jedoch oftmals improvisiert werden, da viele Pläne und Zeichnungen fehlten oder durch Kriegseinwirkungen zerstört wurden.
1995 begann man mit der Modernisierung der unterirdischen Infrastruktur am Ring. Dabei wurden archäologische Untersuchungen durchgeführt, wobei man auf verschiedene Reste alter Grundmauern, wie beispielsweise der in der Mitte des 19. Jahrhunderts abgerissenen Stadtwaage, stieß. 1996–2000 wurde der Pflasterbelag des Rings durch die Architekten Róża und Tomasz Myczkowski umgestaltet. Weiterhin wurde die Ostseite, als letzte befahrbare Seite, für die Autos geschlossen. Auch die meisten Fassaden wurden saniert.
Am Ring gibt es heute 60 nummerierte Grundstücke, wobei einige Gebäude mehrere Parzellen in Anspruch nehmen. Die Grundstückseinteilungen sind meist anders als die ursprüngliche Parzellierung, da es im Spätmittelalter nachträgliche Teilungen und Zusammenlegungen gab. Jedes Grundstück hat einen traditionsreichen Namen, der meist mit dem auf der Fassade sichtbaren Wappen verbunden oder auf die Geschichte des Hauses zurückzuführen ist, z. B. Unter Greifen, Zur Blauen Sonne, Altes Rathaus.

## Die Bebauung des Großen Ringes

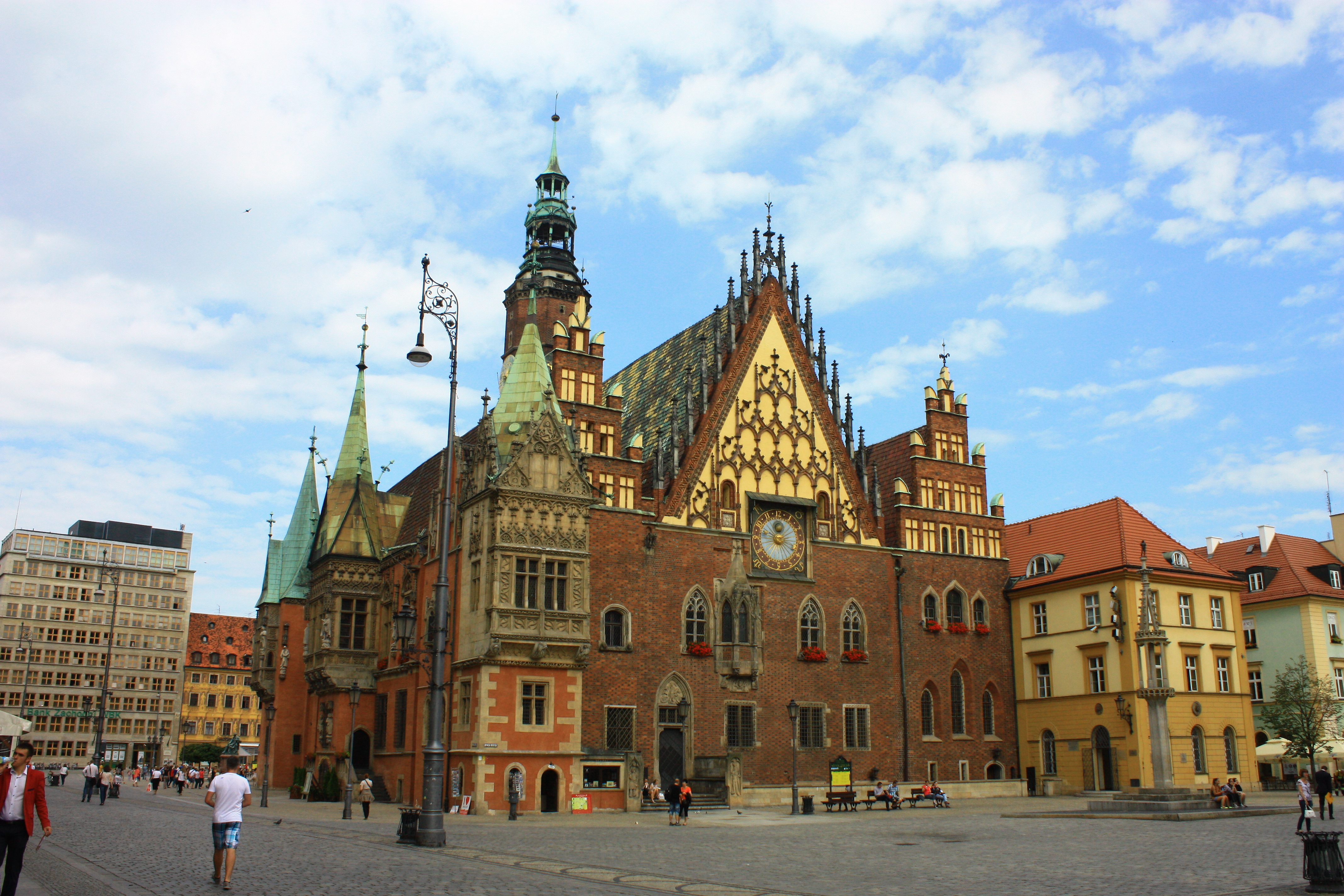
Das Rathaus bildet das zentrale Gebäude im Inneren Ringblock

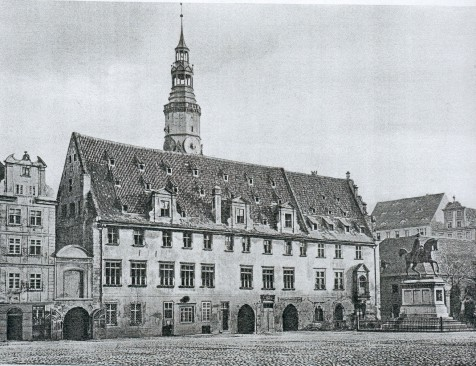
Leinwandhaus kurz vor dem Abriss

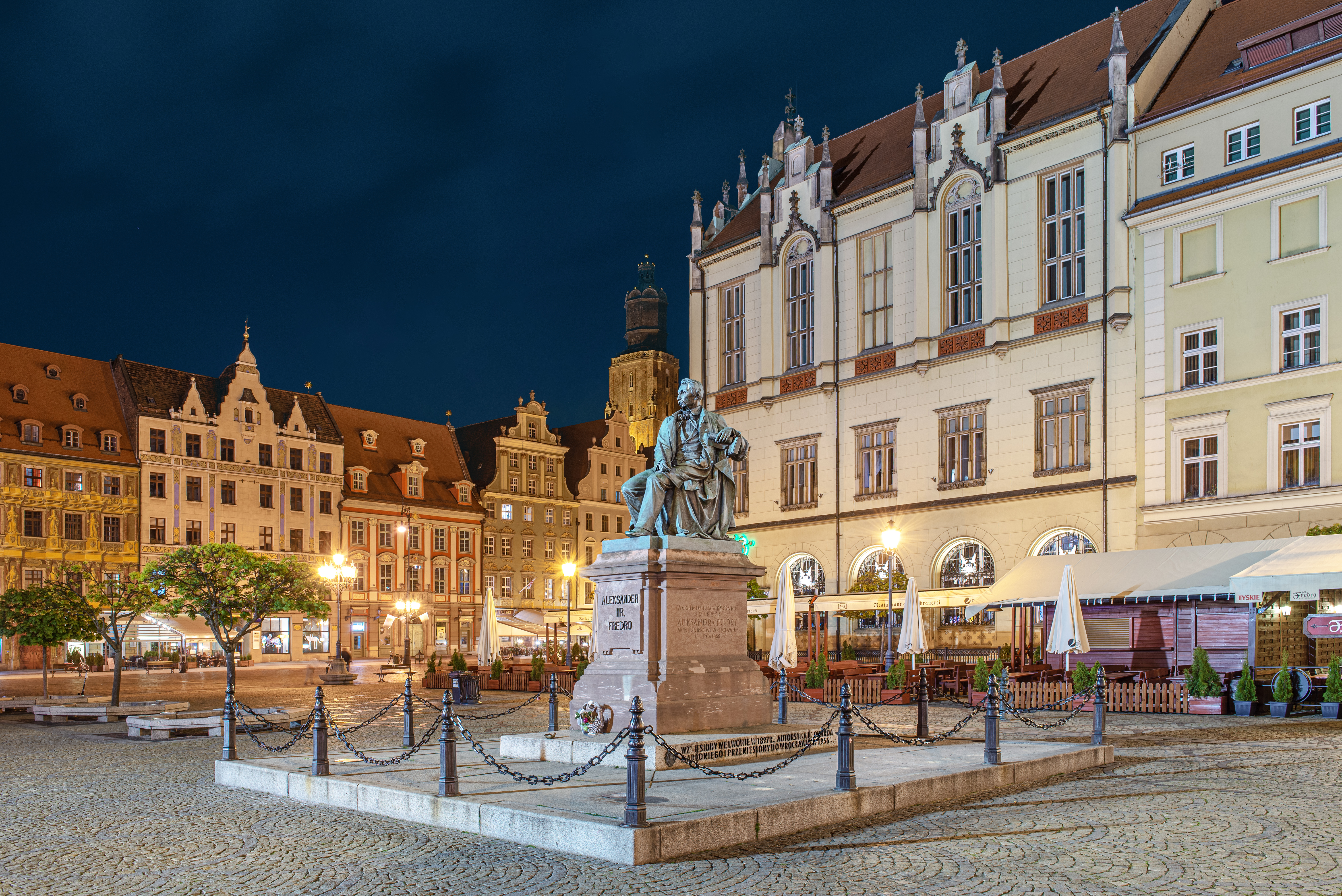
Aleksander-Fredro-Denkmal

### Innerer Ringblock
Der Mittelblock ist gegen die äußeren Ringwände bzw. die orthogonale Straßenstruktur der Altstadt um 7° gedreht, der Grund dieser Abweichung ist unklar.
Das wichtigste Gebäude am Ring war immer das ab Ende des 13. Jahrhunderts erbaute Rathaus. Der Ring war einer der wenigen zulässigen Handelsplätze der Stadt, es entstanden dort drei große Kaufhäuser: das Tuchhaus, das Schmetterhaus (mit Brot- und Schuhbänken) sowie das Leinwandhaus (eine der drei Markthallen auf dem Breslauer Ring). Darüber hinaus entstanden mehrere Kramzeilen (Reichkrämer, Leichwandreissergang, Riemerzeile) und die Häuser der Großen und der Kleinen Waage. Das Tuchhaus hatte eine zweischiffige Halle mit der Breite von 13 m, die beidseitig von jeweils 21 Kammern flankiert war. Die Kammern waren durch Türen von der Halle zugänglich und es fehlte ihnen jegliche Beleuchtung. Zwei Kammern an der Südseite waren für Steuererheber bestimmt, die übrigen 40 für den Tuchhandel. Die zentrale Halle war mit einem in Richtung der mittleren Pfeilerreihe abgesenkten Dach gedeckt, das wahrscheinlich eine tonnenartige Unterdecke besaß. In der Südwestecke des Mittelblockes springt die Bauflucht zurück – bis ins 18. Jh. gab es dort den Fischmarkt, ab 1745 die Wache, welche 1788 durch ein größeres Gebäude von Carl Gotthard Langhans ersetzt wurde.
Nach der Aufhebung des feudalen Magdeburger Stadtrechts und der damit verbundenen Privilegien wurden die alten Marktanlagen überflüssig. Deshalb riss man das Tuchhaus 1821–1824 ab und ersetzte es durch zwei Zeilen klassizistischer Häuser. Zur gleichen Zeit wurde das Schmetterhaus abgerissen und sein Grundstück den nördlicher liegenden Häusern der Riemerzeile zugeschlagen. 1847 wurde die Große Waage abgebrochen, um ein Reitdenkmal von Friedrich II. erbauen zu können. Das Denkmal wurde am 27. Juni 1847 eingeweiht. 1859 wichen die Kleine Waage, das Leinwandhaus sowie das Hopfenamt dem Neuen Rathaus, das nach den Plänen von Friedrich August Stüler erbaut wurde. An Stelle der Wache wurde ein Denkmal Friedrich Wilhelms III. erbaut und am 12. November 1861 eingeweiht. Dieses Denkmal wurde 1947 von den Polen entfernt. Das Denkmal König Friedrich des Großen wurde zum Schutz vor Luftangriffen im Herbst 1944 von einer SS-Einheit entfernt und im Oderdamm im Wald von Breslau-Oswitz vergraben, dort von den Polen 1947 wieder ausgegraben und verschrottet.
1956 wurde vor dem Rathaus, genau an Stelle des Denkmals Friedrich Wilhelm III., das aus Lemberg evakuierte und in Warschau zwischengelagerte Denkmal des polnischen Dramatikers Aleksander Graf Fredro aufgestellt. 1988 wurde östlich vom Rathaus der Pranger rekonstruiert (kurz nach dem Krieg wurde er als feudalistisches Strafinstrument ebenfalls entfernt). In einem der Mittelblockhäuser hatte in den 1960ern und 1970ern das Teatr Laboratorium des Jerzy Grotowski seinen Sitz, heutzutage gibt es dort das Grotowski-Forschungszentrum.

### Westseite

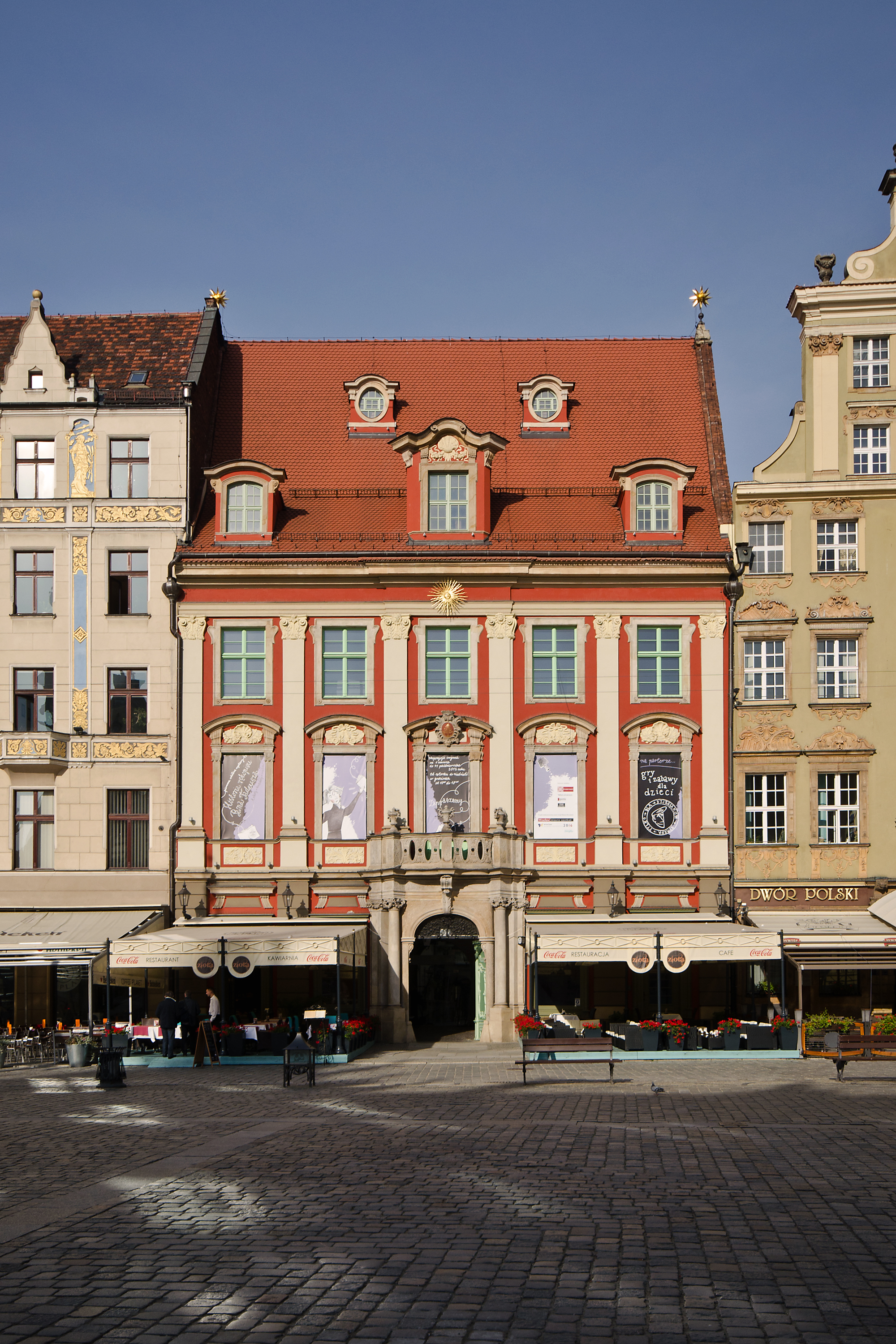
Zur Goldenen Sonne (Nr. 6)

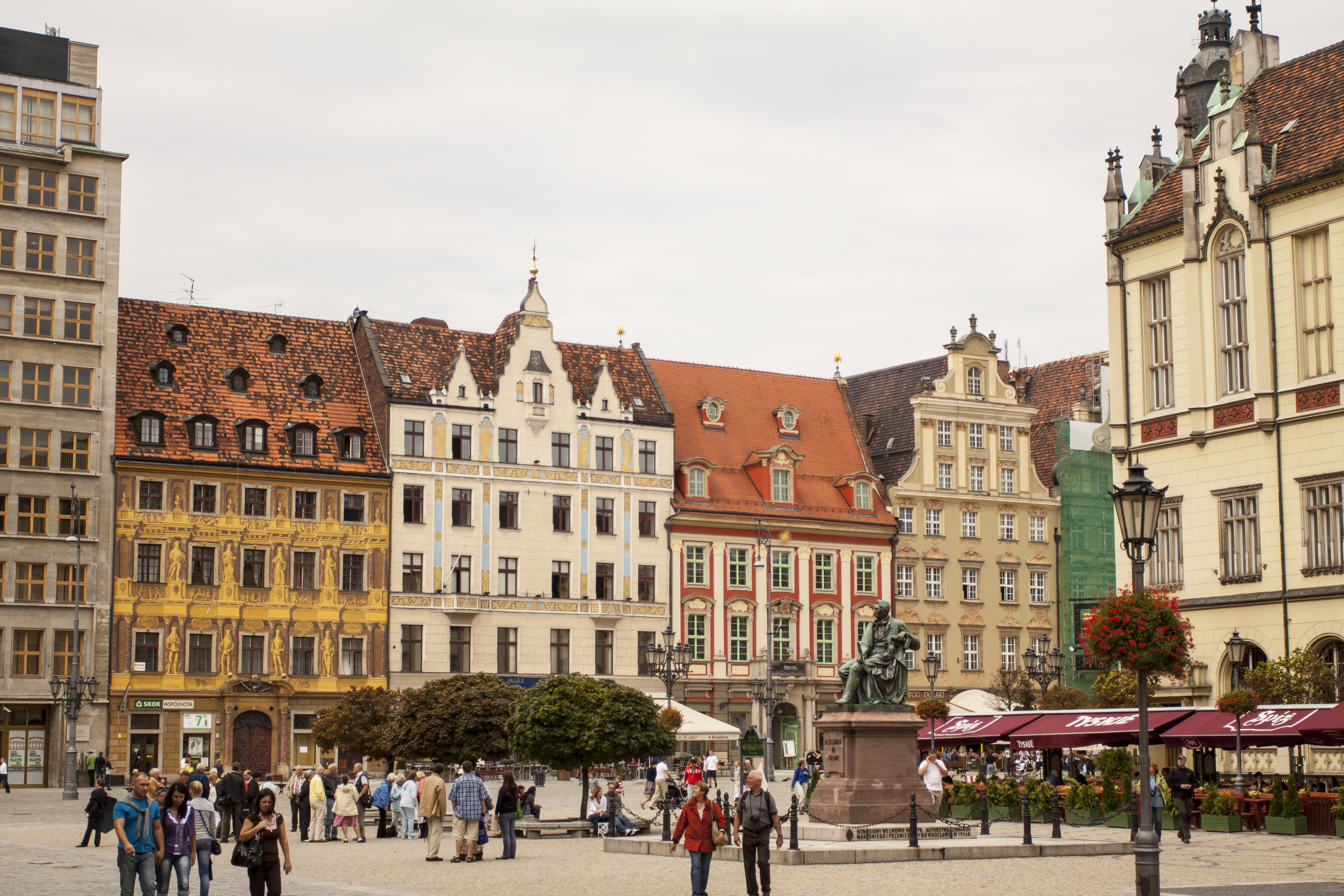
Die Westseite des Ringes

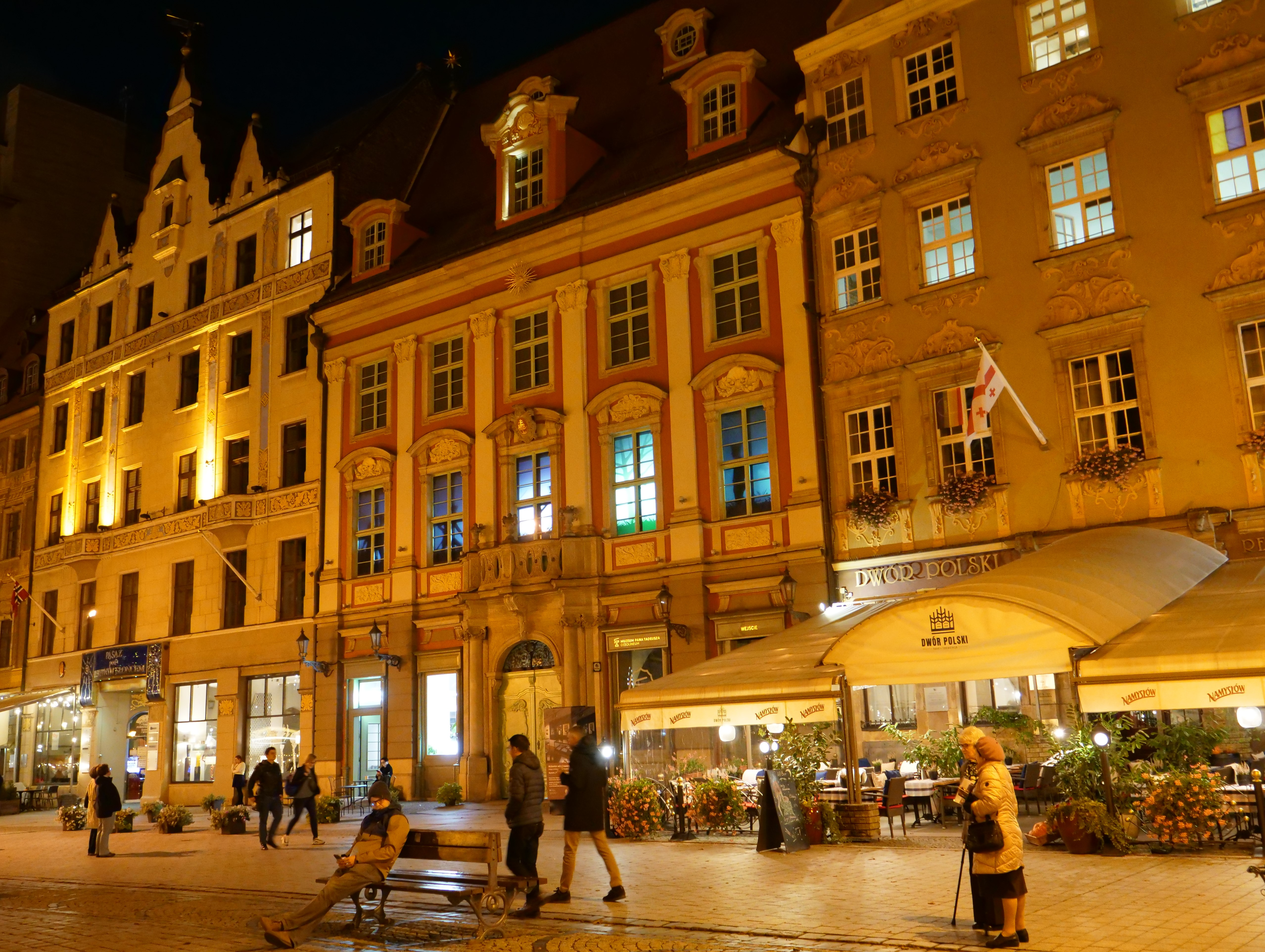
Westring-Gebäude in Abendbeleuchtung

Die Westseite des Rings, auch als Sieben-Kurfürsten-Seite, Tauben- oder Paradeplatz bekannt, besteht aus den meisten original erhaltenen Baudenkmälern, verglichen mit den anderen Außenseiten. Die Renaissance- und manieristischen Bürgerhäuser wurden im Zweiten Weltkrieg nicht beschädigt. Die Häuser der Westseite zählen nebenbei auch zu den ältesten am Ring. Die Häuser haben sehr tiefe Grundstücke (240 Fuß), welche bis in die Herrenstraße (ul. Kiełbaśnicza) reichen. Wahrscheinlich entstanden diese den reichen Breslauer Patriziern gehörenden Grundstücke durch nachträgliche Zusammenlegungen.
Das Gebäude Nr. 1 entstand zu Zeiten des Jugendstils (1907). Besonders wertvoll ist das Bürgerhaus Großer Ring 2, Unter den Greifen. Mit den hohem manieristischen Giebel bildet es das größte Bürgerhaus am Ring. Seine heutige Gestalt erhielt das Gebäude im 16. Jahrhundert. Im Haus Zum Goldenen Adler (Nr. 4) befindet sich der Lemberger Gasthof (poln. Karczma Lwówska). Das Haus Zur Goldenen Sonne (Nr. 6) zählt zu den schönsten und besterhaltenen Gebäude im Stil des Barocks am Ring. Die Fassade des Hauses Zur Blauen Sonne (Nr. 7) stammt aus dem Jahr 1902. Das Haus war wegen ungeklärter Eigentumsverhältnisse (es gehörte nicht den deutschen Bürgern und wurde deshalb nach dem Weltkrieg nicht verstaatlicht) lange Zeit verfallen und wurde erst am Anfang der 1990er renoviert und sein Innenhof mit einem gläsernen Dach überdeckt. Der Name des Westseite verdankt sie dem Haus Zu den sieben Kurfürsten (Nr. 8), dessen Geschichte bis ins 13. Jahrhundert zurückreicht. Interessant ist das Gebäude ebenfalls wegen seiner Illusionsmalerei, die am Anfang der 1990er Jahre rekonstruiert wurde.
An Stelle der Häuser 9 bis 11 entstand 1931 ein von dem BDA-Architekten Heinrich Rump entworfenes, bis heute umstrittenes Gebäude der Sparkasse (heute Bank Zachodni WBK).
Die Fläche an der Westseite des Ringes wurde ab 1741 als Paradeplatz bezeichnet, heutzutage wird manchmal der Name plac Gołębi (Taubenplatz) benutzt. An der Westseite des Ringes wurde 2000 trotz Bedenken der Denkmalpflege ein umstrittener gläserner Brunnen erbaut, welcher in Anlehnung an den damaligen Stadtpräsidenten Bogdan Zdrojewski Zdrój (Quelle) oder nach seiner Gestalt als Urinbecken bezeichnet wird.

### Südseite

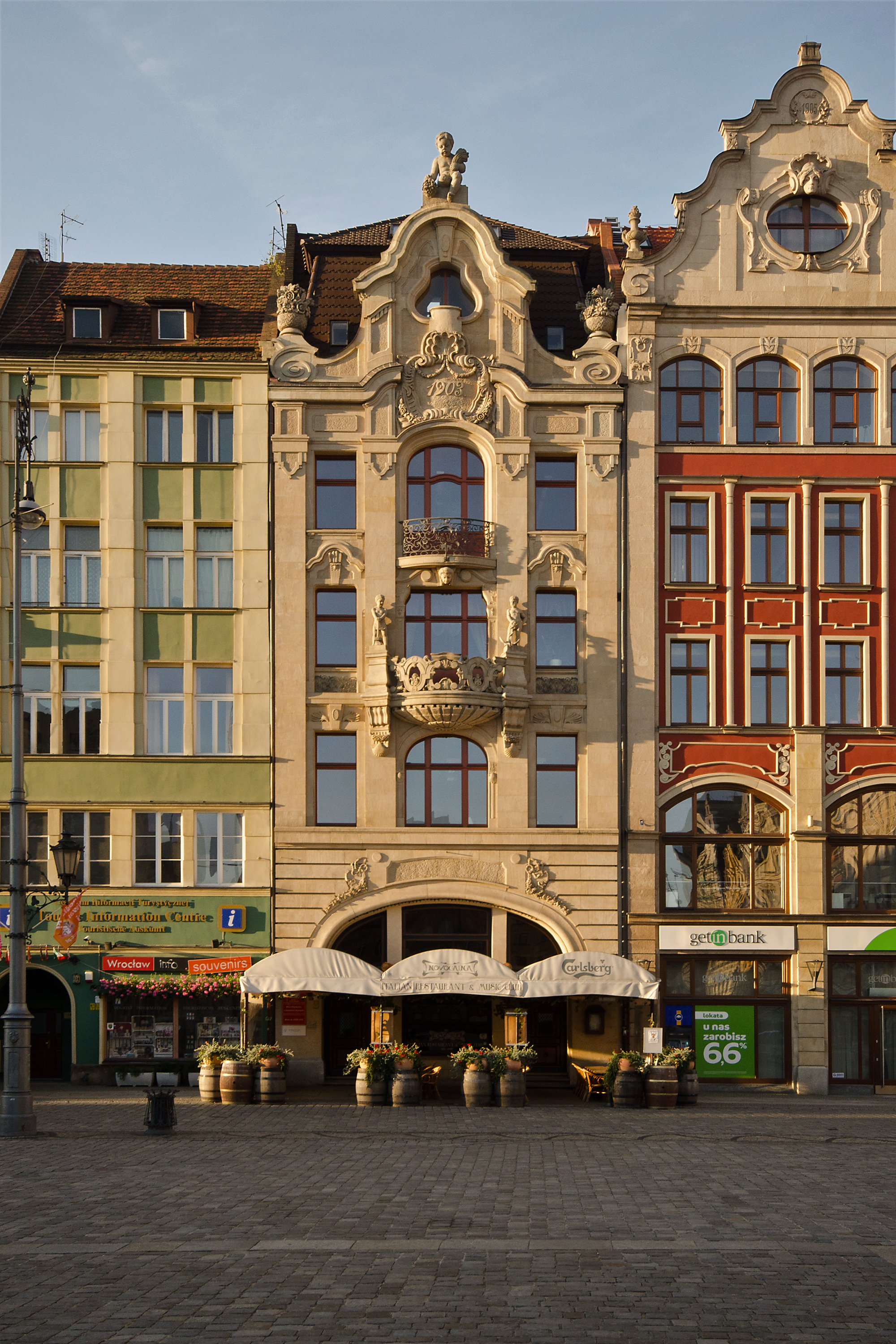
Das Haus Unterm Engel (Nr. 13)

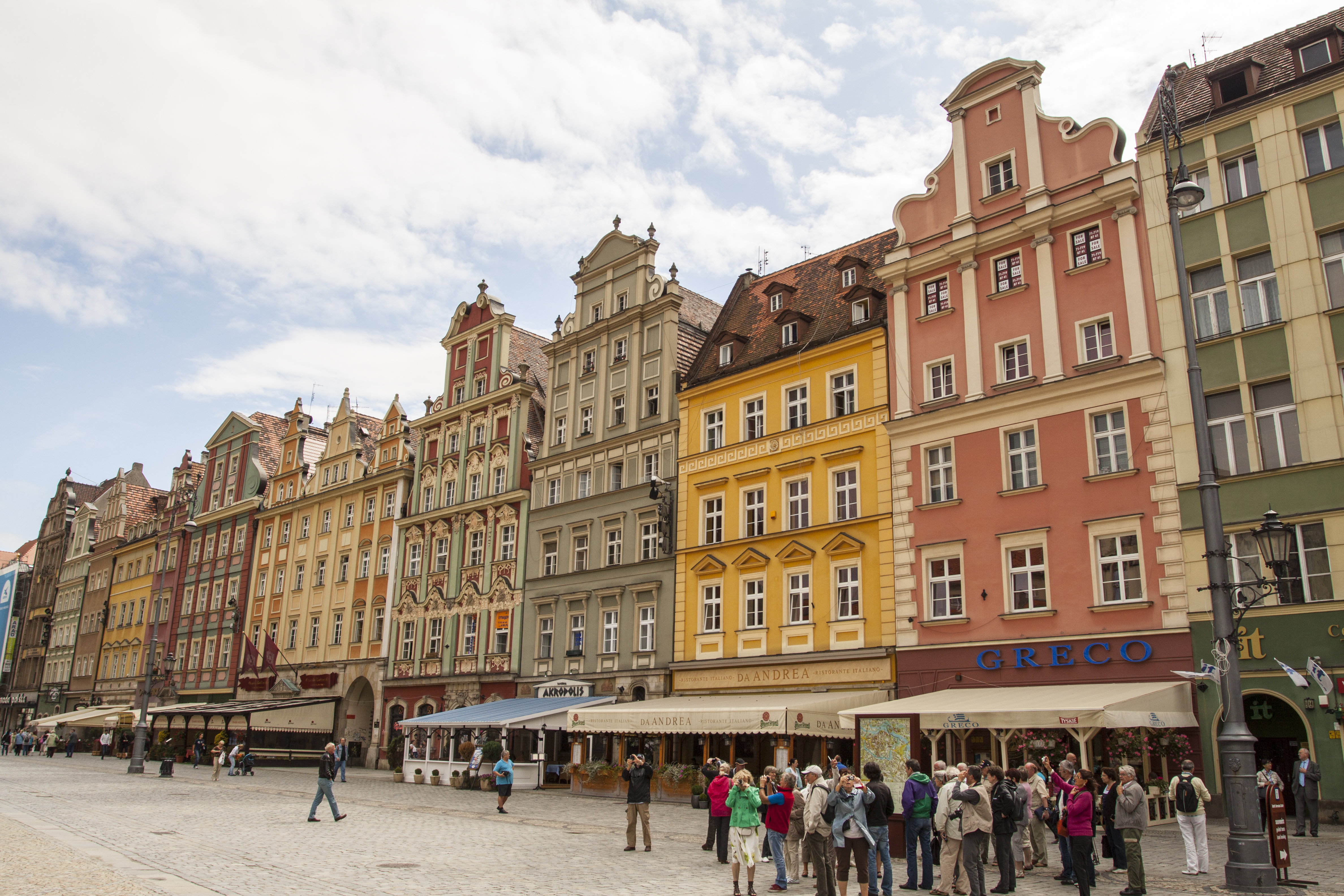
Blick auf die Südseite

Die Südseite, auch die Goldene-Becher-Seite, hieß früher die Seite Beim Alten Galgen (beym alten galgen). Im Zweiten Weltkrieg wurde diese Seite fast komplett zerstört. Daher besteht ihre heutige Bebauung hauptsächlich aus den 1952–1960 in lockerer Anlehnung an den Zustand um 1800 rekonstruierten Häusern. Diese wurden im Stil der Renaissance, des Barocks und der Klassik wiederaufgebaut. Ein großer Teil davon sind Warenhäuser der Jugendstilepoche oder des Neuen Bauens, denen pseudohistorische Fassaden vorgebaut wurden. Die Jugendstilfassade des Hauses Unterm Engel (Nr. 13) überstand den Krieg ohne nennenswerte Beschädigungen. An der Spitze des Hauses hängt ein großer Engel, der auf den Platz hinunterblickt. Im Haus nebenan (Nr. 14) befindet sich die Breslauer Touristeninformation. Die Räume des Hauses Nr. 15 wurden 1945 vom ersten polnischen Rundfunk genutzt. Das Haus Nr. 16 wurde 1822 im Renaissancestil umgebaut. Aus diesem Haus stammt die jüdische Kaufmannsfamilie Elias, von der der Philosoph Norbert Elias stammt.
Vor dem Haus zum Galgen (Nr. 19) befand sich der öffentliche Richtplatz der Stadt. Die erste Erwähnung eines Hauses an dieser Stelle stammt aus dem 14. Jahrhundert. Es wurde Ende des 19. Jahrhunderts umgebaut. Im Haus Nr. 20 wurde die Schlesische Zeitung verlegt. Im Haus Zum goldenen Krug (Nr. 22) befand sich ab 1519 eine Filiale der Schweidnitzer Brauerei. Das Gebäude war mit einem unterirdischen Gang mit dem Schweidnitzer Keller verbunden. 1900 wurde das Haus abgerissen und durch ein Haus im Jugendstil ersetzt. Zerstört im Krieg, wurde es wieder im Originalzustand von 1822 aufgebaut. Das Haus Zum Goldenen Becher gab der Südseite ihren Namen. Es befand sich seit dem 15. Jahrhundert im Besitz der Kaufmannsfamilie Becher. Die Fassade des Hauses stammt aus dem Jahr 1909. Über dem Eingang hängt ein goldener Becher.

### Ostseite

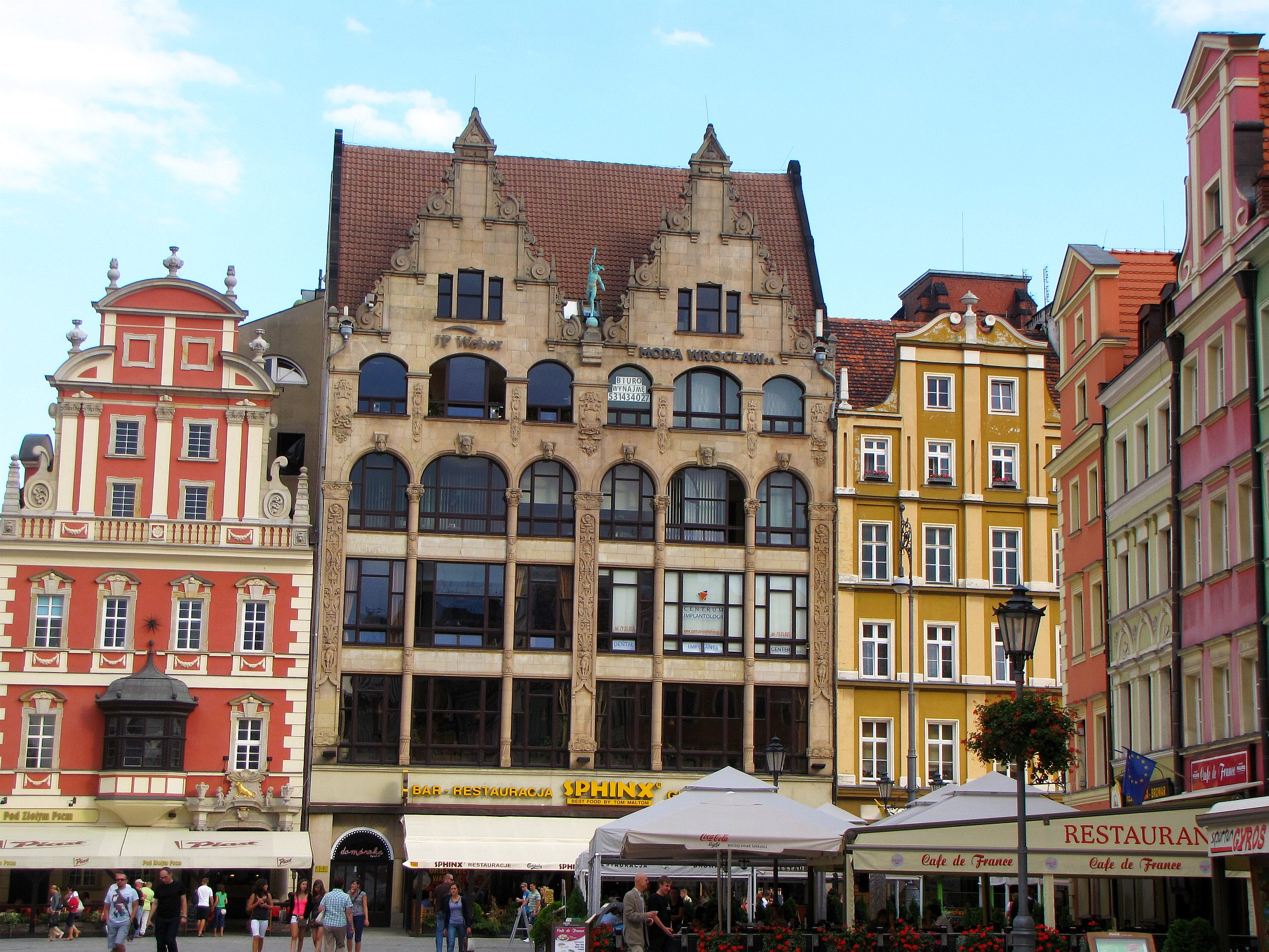
Haus Nr. 39–40 Louis Lewy

Die Ostseite oder Grüne-Röhr-Seite wird durch die Gebäude Großer Ring 29 bis 41 gebildet und befindet sich gegenüber der Rathaushauptfassade. Den Namen erhielt die Seite nach einem heute nicht mehr existierenden grünen Brunnen. Am Grundstück Nummer 29 stand früher das 1523–1528 erbaute Renaissance-Haus Zur Goldenen Krone, welches 1908 einem Warenhaus weichen musste. Dieses Gebäude, dessen Straßenflucht aus Verkehrsgründen deutlich abgeschrägt wurde, erhielt in den 1950ern eine oft als schlecht proportioniert bezeichnete pseudohistorische Fassade. Im 13. Jahrhundert befand sich im nebenan liegenden Haus Nr. 30 das gotische Vogteihaus der Stadt. Dieses Haus wurde zu Beginn des 18. Jahrhunderts im barocken Stil umgebaut und zu einem Gasthof ausgebaut. Unter anderem nächtigte hier August der Starke während seiner Durchreise. Heute wird das Gebäude von einer McDonald-Filiale genutzt.
An der östlichen Ringseite befinden sich darüber hinaus zwei weitere Jugendstilwarenhäuser, beide von 1904. Das Haus Nr. 31–32 ist das große Warenhaus Gebrüder Barasch (heutzutage Feniks) und wurde von Georg Schneider entworfen. Das Haus Nr. 39–40 ist Louis Lewy von Leon Schlesinger. Das die Ringseite schließende Haus Zum Goldenen Hund entstand erst nach 1990 als letztes wiederhergestelltes Gebäude des Ringes und wurde von Maciej Małachowicz entworfen.

### Nordseite

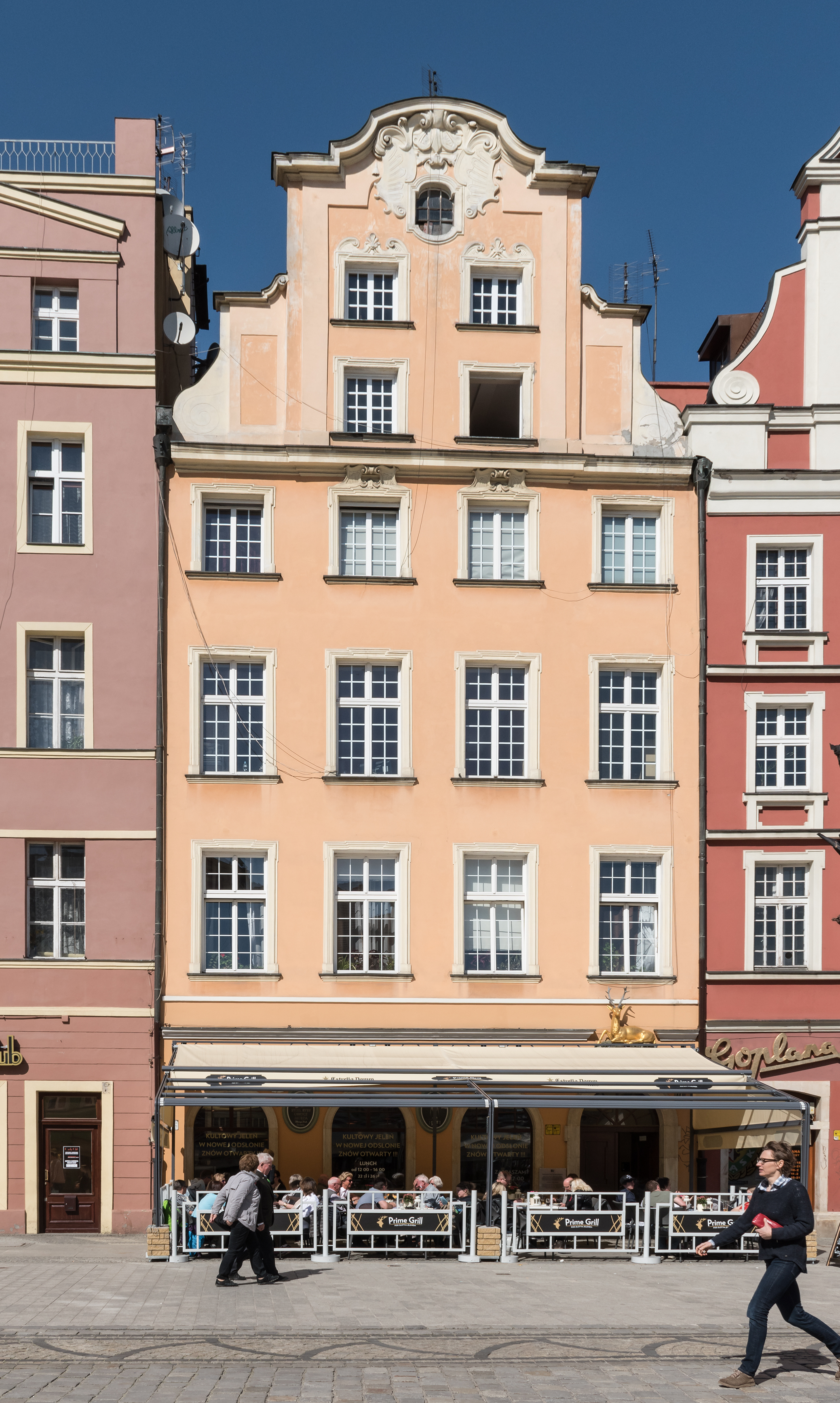
Das Haus Zum Goldenen Hirschen

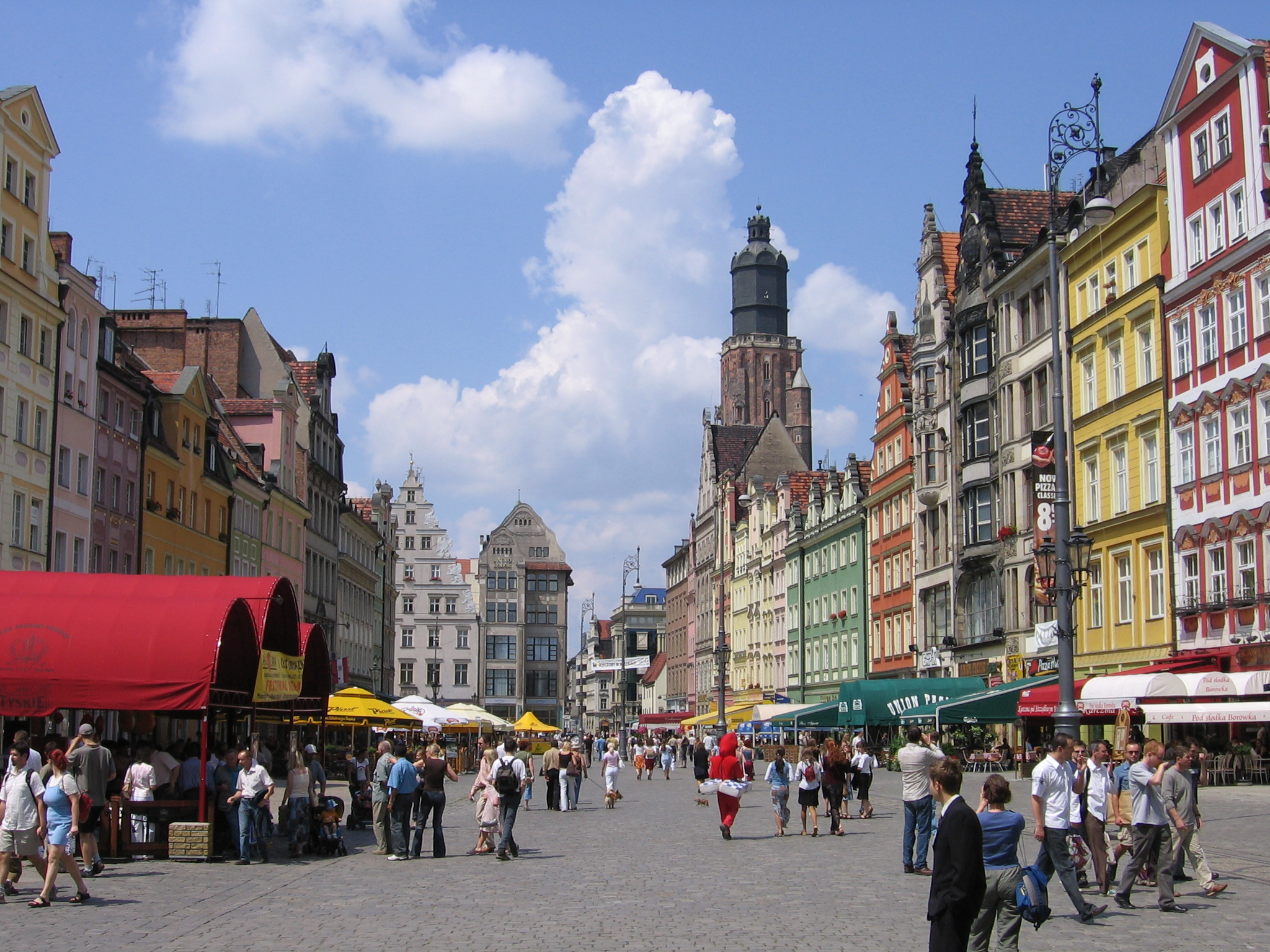
Nordseite mit Elisabethturm

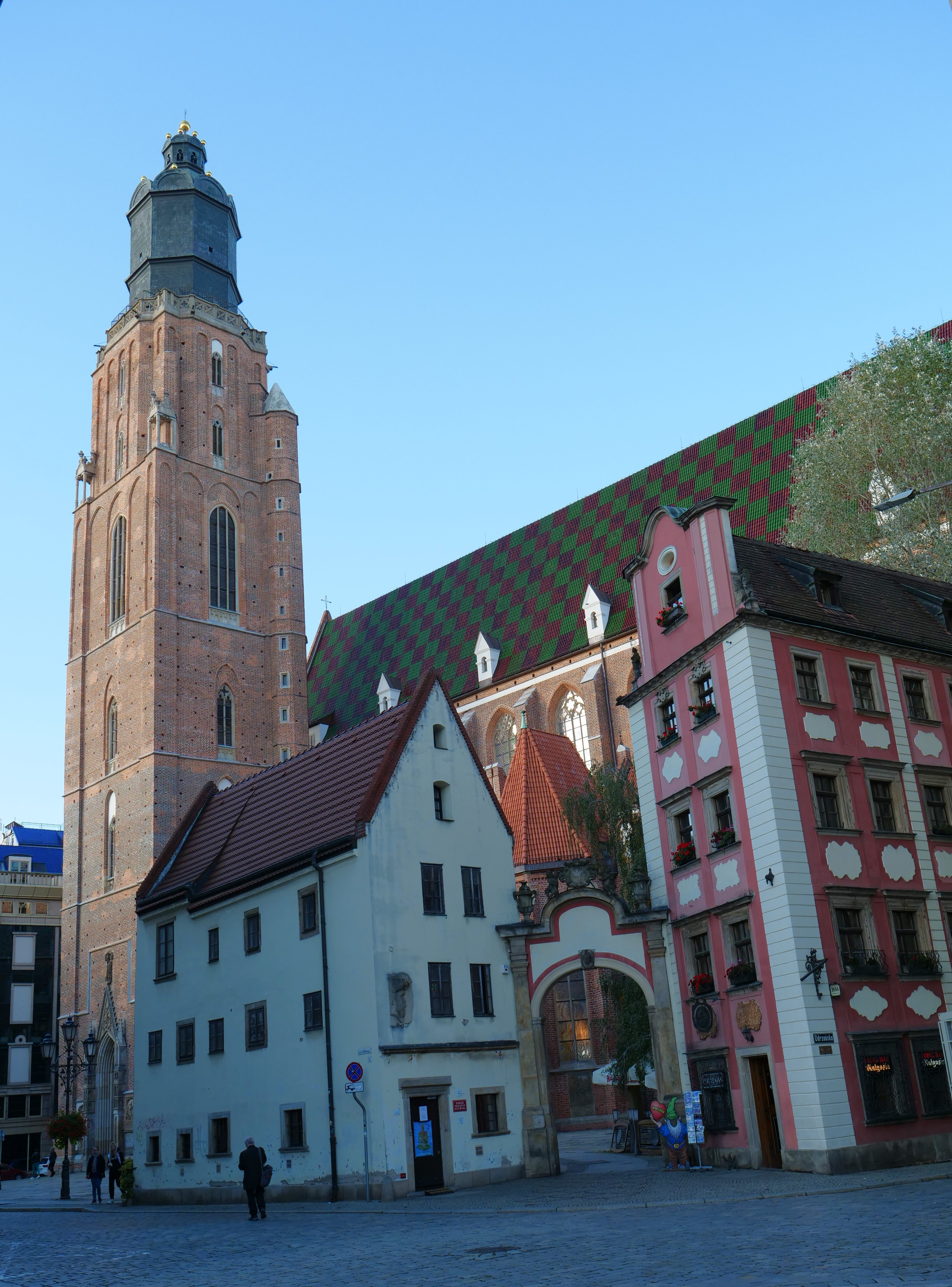
Die Häuser Hänsel und Gretel vor der Elisabethkirche

Die Nordseite, als Naschmarkt-Seite bekannt, besteht aus den Parzellen Nr. 42 bis 60. Der Name stammt aus dem 15. Jahrhundert und geht auf die früher hier verkauften Süßwaren zurück. Die Häuser an der Nordseite wurden zu Beginn des 20. Jahrhunderts und nach 1945 stark verändert. Die meisten Bürgerhäuser sind lediglich Nachkriegswiederaufbauten, die sehr locker mit der Geschichte umgehen.
Das Haus Zum Goldenen Pelikan (Nr. 43) wurde beim Wiederaufbau nach 1945 im Zustand von 1734 wiederaufgebaut. Das Haus Zum Goldenen Hirschen ist das bekannteste Haus am Naschmarkt. Hier existierte bis 1990 die älteste Apotheke der Stadt. Heute befindet sich hier eine Starbucks-Filiale.
Die drei benachbarten Grundstücken 48, 49 und 50 bilden drei Warenhäuser, die von der Architektengemeinschaft Schlesinger & Benedict in der ersten Dekade des 20. Jahrhunderts erbaut wurden. Im Haus Zum Anker (Großer Ring 52) ist im Innenraum des Erdgeschosses eine Renaissancesäule erhalten; das barocke Haus Nummer 46 ist ein im Original erhaltenes Denkmal.
Im Haus Zum Schwarzen Adler (Nr. 59) ist das bekannteste Café der Stadt beheimatet, das Café Cukiernia. Auf dem Platz vor der Elisabethkirche steht das Denkmal für den in Breslau geborenen Theologen Dietrich Bonhoeffer.

#### Hänsel und Gretel
Die nordwestliche Ecke des Ringes wird durch zwei (eigentlich bautechnisch gesehen drei) winzige Altaristenhäuser besetzt, die miteinander durch ein Bogentor verbunden sind. Früher wurde die Elisabethkirche von einem geschlossenen Kranz solcher Häuser umgeben, der den Kirchhof von den Straßen abschirmte. Die Häuser wurden in der Nachkriegszeit als Hänsel und Gretel (polnisch: Jaś i Małgosia) verspottet, inzwischen wurde der Name offiziell.